# Har Devora
Har Devora (hebreiska: הר דבורה) är ett berg i Israel.   Det ligger i distriktet Norra distriktet, i den norra delen av landet. Toppen på Har Devora är 430 meter över havet, eller 101 meter över den omgivande terrängen. Bredden vid basen är 1,6 km.
Terrängen runt Har Devora är huvudsakligen kuperad, men åt sydväst är den platt.Runt Har Devora är det ganska tätbefolkat, med 172 invånare per kvadratkilometer. Närmaste större samhälle är Nasaret, 4,2 km väster om Har Devora. Trakten runt Har Devora består till största delen av jordbruksmark.